# Толокнянка кавказская
Толокнянка кавказская (лат. Arctostaphylos caucasica) — вид кустарников из рода Толокнянка семейства Вересковые (Ericaceae).

## Распространение
Толокнянка кавказская является эндемиком среднегорий Большого Кавказа. Локально встречается вдоль северного склона Большого Кавказа в Дагестане, Чечне, Ингушетии, Северной Осетии, Кабардино-Балкарии, Карачаево-Черкесии, имеются указания на нахождение в Адыгее. На южном склоне Большого Кавказа вид известен в Абхазии и окрестностях Сочи. Предпочитает верхне-лесной и субальпийский пояса, образует как сплошное ковровое покрытие, так и незначительные по численности и занимаемой площади микропопуляции на местах выхода материнских пород, а также встречается в составе напочвенного яруса в сосняках. Места произрастания толокнянки кавказской строго приурочены к известняковым ландшафтам, то есть вид является облигатным кальцефитом.

## Биологическое описание
Многолетний вечнозелёный сильноветвистый стелющийся кустарник.
Стебли распростёртые, до 80 сантиметров длиной.
Листья обратно-яйцевидно-продолговатые, кожистые, до 25 миллиметров длиной.
Чашечка пятираздельная. Венчик яйцевидно-кувшинчатый, розовый.
Плод — шаровидная красная костянка с 1-5 косточками.
От близкой толокнянки обыкновенной вид отличается крупными широкими листьями и менее густой облиственностью годовых побегов.

## Охранный статус
Является редким видом. Занесена в Красные книги Дагестана и Северной Осетии. Факторами вымирания являются повышение рекреационной нагрузки, разрушение местообитаний, низкая всхожесть семян, хозяйственное освоение территорий, выпас скота и изменение условий обитания.